# Kanton Gros-Morne
Kanton Gros-Morne (francouzsky Canton de Gros-Morne) byl francouzský kanton v departementu Martinik v regionu Martinik. Nacházela se v něm pouze obec Gros-Morne. Zrušen byl v roce 2015.